# Białogard
Białogard (česky historicky Pomořský Bělehrad, německy Belgard) je okresní město v severozápadním Polsku v Západopomořanském vojvodství ve stejnojmenném okrese. Leží na soutoku řek Parsęty a Liśnicy, 24 km jihovýchodně od Košalína, 54 km severně od Drawska, 33 km jihovýchodně od Kolobřehu a břehů Baltského moře. Roku 2023 mělo město přes 22,5 tisíce obyvatel.

## Název
V roce 1124 je název města Belgrod uveden v publikaci Život Ottona, bamberského biskupa. V kronice Galla Anonyma se objevuje jako civitas Albam (ačkoli nelze vyloučit, že kronikář měl na mysli jiné sídlo). V jiných historických dokumentech je název města zaznamenán jako Belegarde (1159, 1176), Belegarda (1194), Belgard (1229). Přípona -gard je pozůstatkem pomořanské formy odpovídající celopolské příponě -gród. Na polských mapách před rokem 1939, mimo jiné na vojenské mapě z roku 1937, byl uveden polský exonymum Białogród.
Po krátkou dobu po druhé světové válce město neslo název Białogród. Současný název byl zaveden nařízením ministrů veřejné správy a znovuzískaných území ze dne 7. května 1946.

## Historie
Podle archeologů bylo nedaleko dnešního města  na soutoku řek Parsęty a Liśnicy již v 8. století vybudováno hradiště stejného názvu. V 10. století šlo o důležité centrum dálkového mezinárodního obchodu na křižovatce dvou důležitých obchodních cest: severojižní „solné cesty“ z Kolobřehu do Poznaňě a celého Velkopolska a západovýchodní pomořanské trasy ze Štětína do Gdaňsku.

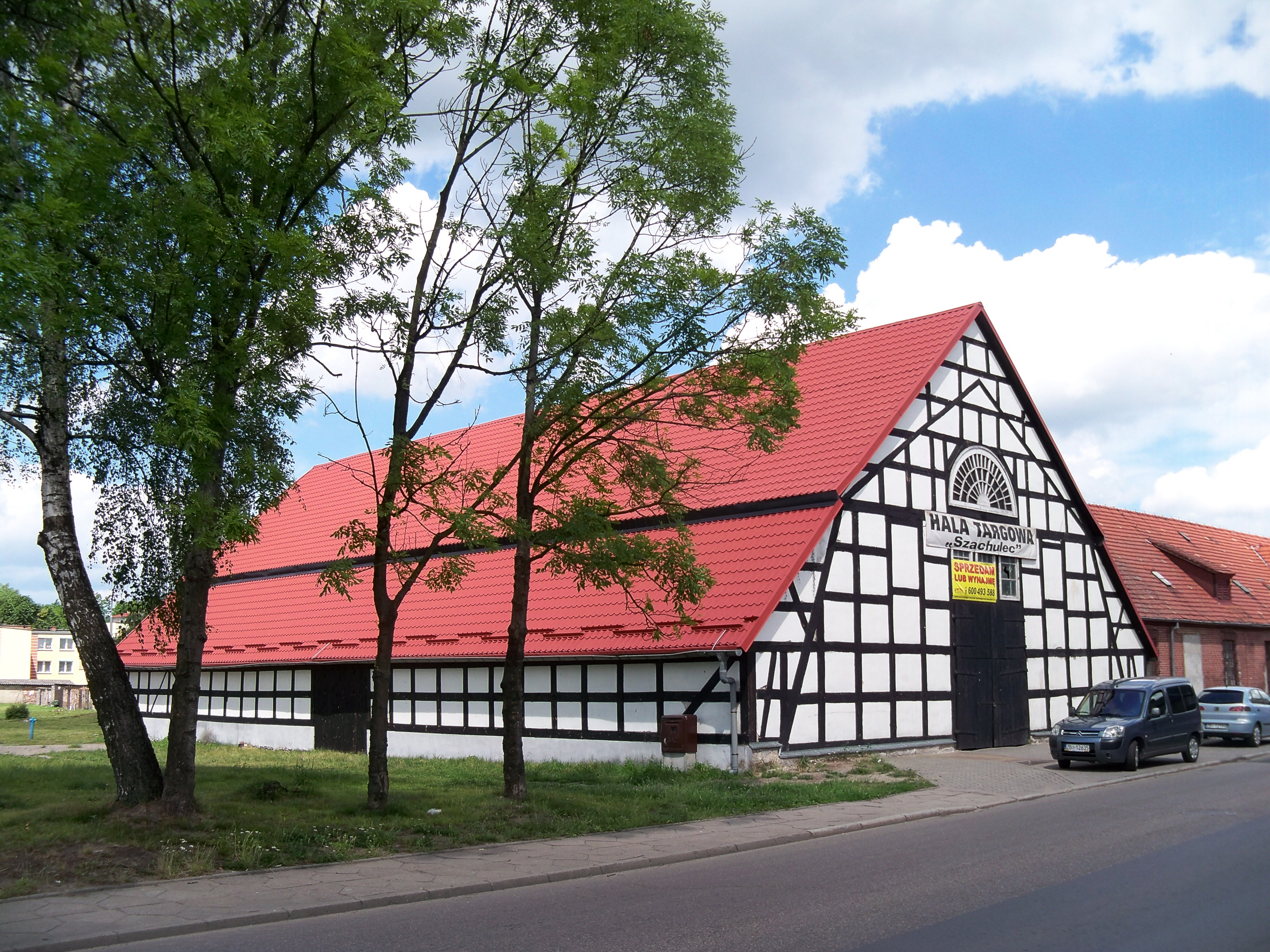
Budova sýpky z typického hrázděného zdiva

Pomořansko bylo obýváno několika kmeny známými jako Pomořané, Białogard byl pravděpodobně centrem jednoho z nich. V 10. století bylo Pomořansko dobyto polským knížetem Měškem I. a začleněno do vznikajícího polského státu. Jeho syn, kníže Boleslav Chrabrý, založil v roce 1000 biskupství v nedalekém Kolobřehu a zavedl šíření křesťanství.

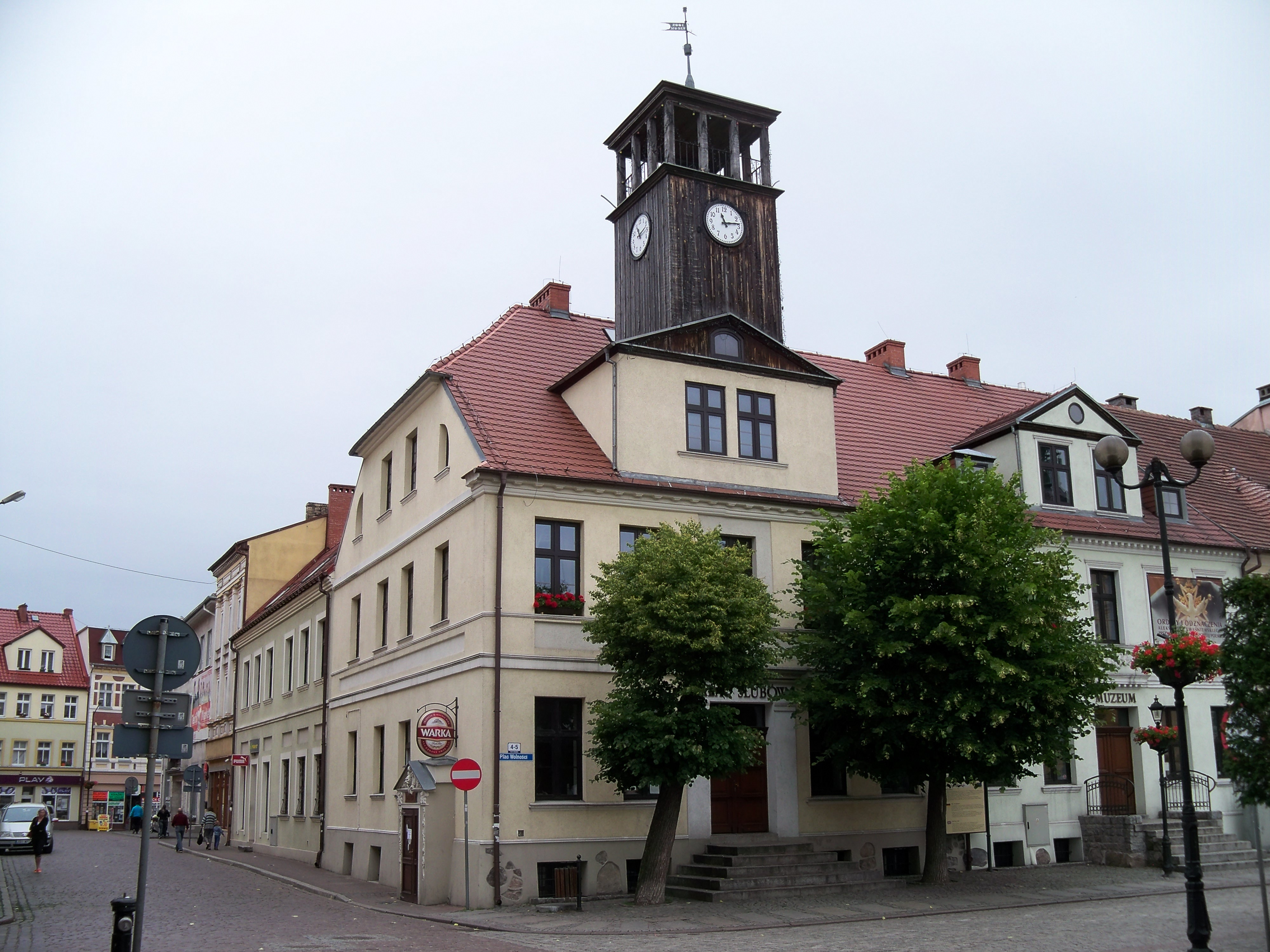
Stará radnice (památkově chráněná)

Poprvé je Białogard zmíněn v kronice Galla Anonyma jako bohaté a populačně rozsáhlé hradiště uprostřed Pomořanska, známé také jako slavné královské město zvané bílé (Alba Regia). Město v roce 1107 dobyl Boleslav III. Opolský. Na pozvání Boleslava III. Křivoústého a jeho vazala Vartislava I. Pomořanského přišel v roce 1124 s misií do Pomořanska biskup Ota z Bamberku; Białogard byl mimo jiné jedním z míst, která navštívil. Ve 12. století byl Białogard sídlem místního správce (kastelána).
Během pozdního středověku se pro oblast okolo města vžil název Kašubsko. Białogard se rychle rozvíjel jako významné hospodářské centrum Pomořanského knížectví, k čemuž přispělo udělení lübeckého městského práva vévodou Bohuslavem IV. v roce 1299. V roce 1307 město získalo tržní právo, roku 1386 se pak Białogard stal členem Hanzy. Vévoda Wartislav IV. si roku 1315 zvolil Białogard za své hlavní sídlo. Ve 15. století došlo ke vzájemným sporům s nedalekým městem Świdwin, které vyvrcholily v roce 1469 bitvou mezi oběma městy. U příležitosti pětistého výročí této události se v poválečném Polsku, z iniciativy polského spisovatele a nakladatele Leona Zdanowicze, uskutečnila mezi obyvateli rekonstrukce této bitvy. Rekonstrukce se od té doby koná každoročně jako místní tradice. V důsledku feudálního rozdělení Pomořanska byl Białogard od roku 1295 součástí Pomořanska-Wolgastu a od roku 1368 náležel k Słupskému knížectví, které bylo lénem polské koruny. V roce 1478 došlo ke sjednocení Pomořanska pod vládou vévody Bohuslawa X. Po roce 1569 náležel Białogard k Pomořansku-Štětínsku a později opět ke sjednocenému Pomořanskému vévodství pod nadvládou Bohuslava XIV., posledního pomořanského vévody.
V této době došlo k rozkvětu místních řemesel a obchodu. Roku 1534 zde vznikl cech pekařů, v roce 1580 následovaly cechy řezbářů a soukeníků. Po náboženské reformaci přijal Białogard v roce 1534 protestantské vyznání. V průběhu třicetileté války bylo město vydrancováno vojsky Svaté říše římské i Švédska. Po smrti posledního pomořanského vévody v roce 1637 a v důsledku války bylo knížectví rozděleno mezi Švédsko a Braniborsko-Prusko. Město, tehdy známé jako Belgard, spolu s celým Zadním Pomořanskem připadlo roku 1653 Braniborsku a od roku 1701 se stalo součástí Pruského království. Roku 1724 byl Belgard ustanoven sídlem okresní správy v Pomořanské provincii, a po správní reorganizaci v roce 1815 se stal okresním městem okresu Landkreis Belgard (Belgardský okres).
První poštovní úřad zde byl otevřen roku 1825. Roku 1858 byla dokončena výstavba železniční trati spojující město s městy Koszalin a Świdwin, roku 1878 pak byla trať prodloužena do Stargardu a Szczecinku. Roku 1871 se Belgard stal součástí nově vzniklého Německého císařství.
Za druhé světové války provozovali Němci ve městě pobočný pracovní tábor nacistického vězení v Koszalinu. V únoru 1945 městem prošly tzv. pochody smrti spojeneckých válečných zajatců z táborů Stalag Luft IV a Stalag XX-B, organizované Němci. V posledních válečných týdnech bylo město dne 4. března 1945 obsazeno Rudou armádou. Podle ustanovení postupimské konference bylo město po válce znovu připojeno k Polsku.
Během 2. poloviny 20. století se Białogard stal okresním městem ve Štětínském vojvodství, později byl začleněn do Koszalinského vojvodství, dnes administrativně leží v rámci Západopomořanského vojvodství. Do 90. let byly v místních kasárnách umístěny tři jednotky Severní skupiny sil sovětské armády. V roce 1999 bylo za účasti polského prezidenta Aleksandra Kwaśniewského, jenž se v Białogardu narodil, slavnostně připomenuto 700. výročí udělení městských práv.

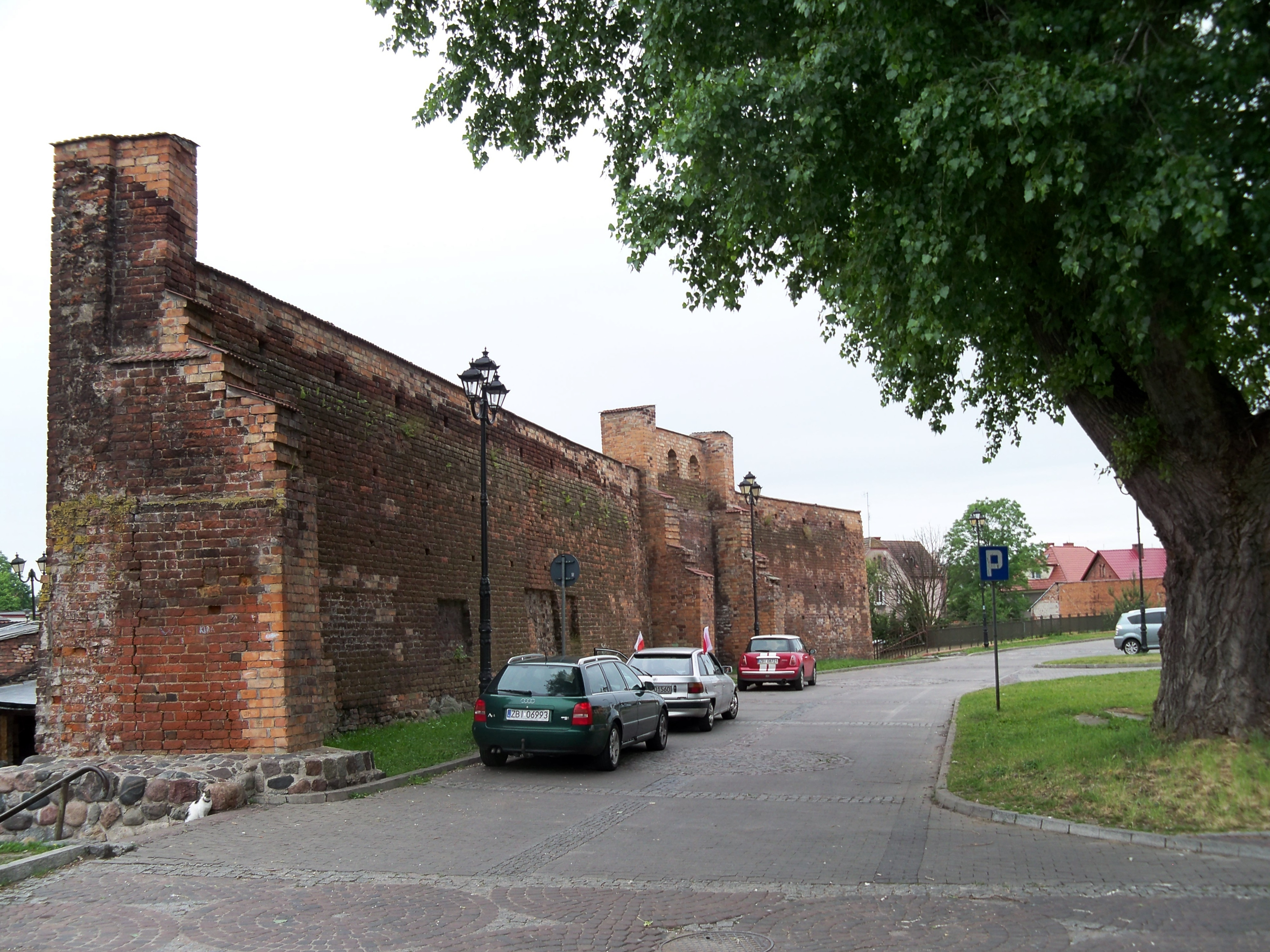
Pozůstatky městských hradeb

## Památky

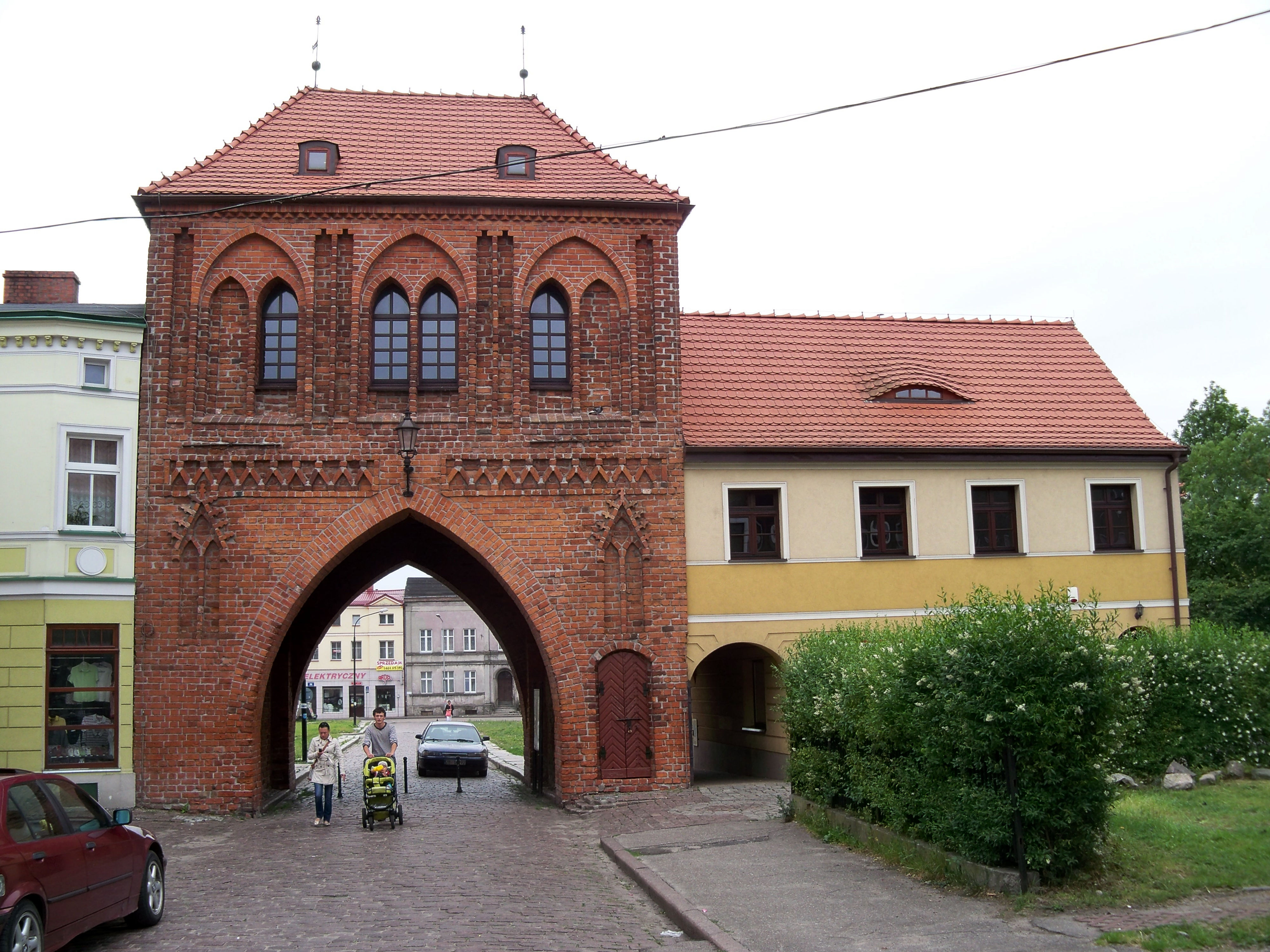
"Wysoka" brána

Ve vojvodském rejstříku památek jsou zapsány následující památky:
- Farní kostel Narození Panny Marie – gotický, z roku 1310. Římskokatolický, náleží k białogardskému děkanátu, diecézi koszalińsko-kołobřežské, provincii štětínsko-kamieńské.
- Pobočný kostel sv. Jiří, ulice Świdwińska – postaven přibližně ve 14. století na základech staré pohanské svatyně. Původně sloužil jako kaple a útulek pro malomocné, nacházející se za městskými hradbami. Přestavěn v 15. a 16. století. Cihlová stavba s gotickými prvky, obdélníkového půdorysu. Kostel byl opakovaně poškozen požáry. V roce 1858 prošel rozsáhlou rekonstrukcí a přestavbou. Současná podoba pochází z přelomu 19. a 20. století. Dnes jde o pobočný římskokatolický kostel, náležející k evangelicko-augsburské farnosti Ježíše Dobrého Pastýře v Koszalinu, diecéze pomořansko-velkopolské.
- Bývalý evangelický hřbitov, ulice Szpitalna – z 19. století.
- Pozůstatky městských hradeb, ulice Matejki – ze 14./15. století.
- Brána Wysoka, též Połczyńska, ulice Grottgera – postavena spolu s městskými hradbami počátkem 14. století. Cihlová stavba na kamenných základech má obdélníkový půdorys a dvě podlaží; dolní část tvoří lomený průjezd, horní část zdobí tři dvoudílné niky s okénky a kružbový vlys, zastřešena je valbovou střechou. Jde o jedinou dochovanou z původně dvou bran. Do konce 19. století sloužila jako městské vězení a obydlí dozorce. Později byla užívána Regionálním muzeem.
- Zámecké sklepení, ulice Płowiecka 3 – z 18. století.
- Radnice, náměstí Wolności 5 – z první poloviny 19. století.
- Budova sýpky, dnes sklad, ulice Piłsudskiego 25 – hrázděno-zděná stavba z konce 18. století, od poloviny 19. století průmyslový objekt.
- Dům se dvěma dvorními přístavbami, ulice Najświętszej Marii Panny 3 – z roku 1880.
- Dům, dnes sídlo banky PKO, náměstí Wolności 17 – z roku 1910.

## Hospodářství
Na území Białogardu se nachází podzóna Kostřyňsko-Slubické speciální ekonomické zóny. Ve třetím čtvrtletí roku 2012 bylo v Białogardu evidováno 1989 registrovaných nezaměstnaných.
V roce 2016 činily skutečné výdaje rozpočtu obce 93,2 milionu zlotých a příjmy rozpočtu 92,5 milionu zlotých. Závazky samosprávy (veřejný dluh) k 31. prosinci 2016 dosahovaly 22 milionů zlotých, což představovalo 23,7 % příjmů obyvatel.
V Białogardu se nachází závod na výrobu lepených desek, v lokálním podniku Rolimpex probíhá výroba v sektoru obilovin a trav. Místní obilnářsko-mlýnský závod se specializuje na produkci pšeničné a žitné mouky. Ve městě se nachází okresní nemocnice se šesti odděleními.

## Doprava
Białogardem prochází vojvodská silnice č. 163 z Kolobřehu do Wałcze a ze severu bývalá vojvodská silnice č. 166, která slouží jako východní obchvat města. V plánu je výstavba severního obchvatu města, který by ovšem zatížil ulice Połczyńska a Kołobrzeska.
Město má funkční autobusovou dopravu provozovanou společností ZKM Białogard a několika soukromými dopravními firmami. Zajišťuje přepravu po městě a zajíždí též do okolních obcí.
V místní železniční stanici Białogard se kříží dvě jednokolejné, elektrifikované železniční tratě: trať č. 202 Gdańsk – Stargard a trať č. 404 Szczecinek – Kołobrzeg. Až do 90. let 20. století byl Białogard rovněž koncovou stanicí dvou tratí úzkorozchodné železnice, tzv. Białogardské příměstské dráhy, která v současnosti není v provozu.

## Osobnosti
- Otto Busse (1867–1922), německý patolog
- Erika Fuchs (1906–2005), německá překladatelka (Kačer Donald)
- Czesław Niemen (1939–2004), zpěvák, textař
- Leonore Siegele-Wenschkewitz (1944–1999), historik
- Hraběnka Anna Marie Komorowská (* 1946), šlechtična, matka Královny Matyldy Belgické
- Andrzej Wasilewicz (1951–2016), herec a režisér
- Aleksander Kwaśniewski (* 1954), novinář, polský prezident v letech 1995–2005
- Dariusz Szubert (* 1970), fotbalista
- Dariusz Białkowski (* 1970), závodní kanoista
- Zbigniew Baranowski (* 1991), volnostylař

## Partnerská města
- Aknīste, Lotyšsko (1999)
- Albano Laziale, Itálie (2004)
- Binz, Německo (2002)
- Caracal, Rumunsko (2007)
- Gnosjö, Švédsko (2003)
- Maardu, Estonsko (2004)
- Montana, Bulharsko (2014)
- Olen, Belgie (2004)
- Teterow, Německo (1970)